# Grand Prix 2 2024
De Marathonschaatsen 2023/2024 Grand Prix 2 was de negentiende wedstrijd van het Marathonseizoen  en de tweede wedstrijd van de Grand Prix die op maandag 29 januari plaatsvond op de Weissensee in Oostenrijk. De Sprint is de tweede Grand Prix wedstrijd in de reeks van 6 wedstrijden die worden verreden in Oostenrijk (Weissensee) en Zweden (Luleå). De dames rijden 40KM, de heren 60KM. 
De natuurijs 'Grand Prix' bestaat uit een reeks van zes wedstrijden waarbij buitenlands natuurijs centraal staat. De eerste drie wedstrijden worden gereden op de Weissensee (Oostenrijk). De laatste drie wedstrijden worden gereden op de Botnische Golf bij Luleå (Zweden). De afstanden variëren tussen de 30 en 200 kilometer. Zowel de mannen als vrouwen rijden de Grand Prix wedstrijden en na zes wedstrijden wordt een eindklassement opgemaakt.
Harm Visser had de korte tweede Grand Prix-wedstrijd bij de mannen gewonnen. Visser rekende in de sprint af met Evert Hoolwerf en Crispijn Ariëns. Jeroen Janissen, donderdag met de Aart Koopmans Memorial de winnaar van de eerste Grand Prix, finishte als zesde en start woensdag in het oranje leiderspak in de Alternatieve Elfstedentocht. De wedstrijd eindigde in een massasprint nadat een late aanval van belofte Joost de Jong gecounterd door Ronald Kruijer voor beiden op niets uitliep. Bij de vrouwen won Ineke Dedden door in een massasprint van de grote groep was zij sneller te zijn dan ploeggenote en kersvers Open Nederlands kampioene Merel Bosma. Tessa Snoek terug van ziekte snelde naar de derde plaats. Beau Wagemaker donderdag winnares van de eerste Grand Prix eindigde als vijfde en behield het oranje leiderspak. In de 40 kilometer kwam er vooraan niemand weg waardoor de wedstrijd uitdraaide op de verwachtte sprint.

## Tijdschema
| Datum                   | Tijd (CET) | Onderdeel |
| ----------------------- | ---------- | --------- |
| Maandag 29 januari 2024 | 09:00      | Vrouwen   |
| Maandag 29 januari 2024 | 10:30      | Mannen    |

## Podia
| Klasse              | Eerste       | Tweede         | Derde           |
| ------------------- | ------------ | -------------- | --------------- |
| Top-divisie mannen  | Harm Visser  | Evert Hoolwerf | Crispijn Ariëns |
| Top-divisie vrouwen | Ineke Dedden | Merel Bosma    | Tessa snoek     |

## Uitslag Top-divisie mannen[2]
| #      | Rijder               | Nationaliteit | Ploeg                           | Punten |
| ------ | -------------------- | ------------- | ------------------------------- | ------ |
| Goud   | Harm Visser          | Nederland     | Jumbo-Visma                     | 25,1   |
| Zilver | Evert Hoolwerf       | Nederland     | Team Reggeborgh                 | 21     |
| Brons  | Crispijn Ariëns      | Nederland     | Team Reggeborgh                 | 18     |
| 4      | Luc ter Haar         | Nederland     | Bouwselect / De Haan Westerhoff | 17     |
| 5      | Christian Haasjes    | Nederland     | Sprog                           | 16     |
| 6      | Jeroen Janissen      | Nederland     | OKAY/Interfarms                 | 15     |
| 7      | Jordy Harink         | Nederland     | Royal A-ware                    | 14     |
| 8      | Remco Stam           | Nederland     | Jumbo-Visma                     | 13     |
| 9      | Niels Immerzeel      | Nederland     | VGR Sport / Mechan Groep        | 12     |
| 10     | Sjoerd den Hertog    | Nederland     | Jumbo-Visma                     | 11     |
| 11     | Ruben Ligtenberg     | Nederland     | OKAY/Interfarms                 | 10     |
| 12     | Marco van der Tuin   | Nederland     | A6.nl / KMC                     | 9      |
| 13     | Wisse Slendebroek    | Nederland     | OKAY/Interfarms                 | 8      |
| 14     | Niels Overvoorde     | Nederland     | Sportchaletviehhofen.at         | 7      |
| 15     | Christoffel Hendriks | Nederland     | Port of Amsterdam / SKITS       | 6      |
| 16     | Jorian ten Cate      | Nederland     | OKAY/Interfarms                 | 5      |
| 17     | Timo Verkaaik        | Nederland     | Sportchaletviehhofen.at         | 4      |
| 18     | Joram Verkerk        | Nederland     | VGR Sport / Mechan Groep        | 3      |
| 19     | Jan Hamers           | Nederland     | Sprog                           | 2      |
| 20     | Maikel Stam          | Nederland     | VGR Sport / Mechan Groep        | 1      |

60 kilometer
1:29:35uur (gem. 447,9sec) 40,2km/h

## Uitslag Top-divisie vrouwen[3]
| #      | Rijder                    | Nationaliteit | Ploeg                                        | Punten |
| ------ | ------------------------- | ------------- | -------------------------------------------- | ------ |
| Goud   | Ineke Dedden              | Nederland     | BDM-BTZ                                      | 25,1   |
| Zilver | Merel Bosma               | Nederland     | BDM-BTZ                                      | 21     |
| Brons  | Tessa Snoek               | Nederland     | VGR Sport / Vreugdenhil Dairy Foods          | 18     |
| 4      | Maaike Verweij            | Nederland     | Team Albert Heijn Zaanlander                 | 17     |
| 5      | Beau Wagemaker            | Nederland     | PGM Bakker                                   | 16     |
| 6      | Judith Krabbenborg        | Nederland     | Haak powered by OCRE                         | 15     |
| 7      | Carla Ketellapper-Zielman | Nederland     |                                              | 14     |
| 8      | Eline van Voorden         | Nederland     | PGM Bakker                                   | 13     |
| 9      | Femke Mossinkoff          | Nederland     | Haak powered by OCRE                         | 12     |
| 10     | Hilde Noppert             | Nederland     | Bouwbedrijf De Vries                         | 11     |
| 11     | Janne Berkhout            | Nederland     | Van Ramshorst Renault                        | 10     |
| 12     | Loesanne van der Geest    | Nederland     | PGM Bakker                                   | 9      |
| 13     | Roos Markus               | Nederland     | VGR Sport / Vreugdenhil Dairy Foods          | 8      |
| 14     | Muriël Meijer             | Nederland     | Haak                                         | 7      |
| 15     | Tjilde Bennis             | Nederland     | Turner                                       | 6      |
| 16     | Anne Leltz                | Nederland     | Wokke Vastgoed                               | 5      |
| 17     | Yvonne Nauta              | Nederland     | A6.nl / KMC                                  | 4      |
| 18     | Sanne van Heel            | Nederland     | Skadi / P&G Safety / Mark Bouman Grondwerken | 3      |
| 19     | Dieuwertje van Kalken     | Nederland     | Turner                                       | 2      |
| 20     | Emma Engbers              | Nederland     | VGR Sport / Vreugdenhil Dairy Foods          | 1      |

40 kilometer

1:06:44uur (gem. 500,5sec) 36,0km/h

Marathon Cup 1 · 
Marathon Cup 2 · 
Marathon Cup 3 ·
Marathon Cup 4 · 
Marathon Cup 5 · 
Marathon Cup 6 · 
Marathon Cup 7 · 
Marathon Cup 8 · 
Staatsloterij Schaatsmarathon · 
Marathon Cup 9 · 
NK kunstijs · 
Marathon Cup 10 · 
Eerste schaatsmarathon op natuurijs · 
Tweede schaatsmarathon op natuurijs · 
Marathon Cup 11 · 
Marathon Cup 12 · 
Grand Prix 1 · 
Open NK natuurijs · 
Grand Prix 2 · 
Grand Prix 3 ·
Marathon Cup 13 ·
Marathon Cup 14 · 
Grand Prix 4 · 
Grand Prix 5 · 
Grand Prix 6 ·  
Marathon Cup 15
Klassementen: KNSB Cup ·
Jongeren · 
Ploegen ·
Grand Prix ·
Club-assistent Brabantcup ·
Natuurijs vierdaagse
Lijst van schaatsmarathonrijders 2023/2024